# 가바 (바르셀로나주)

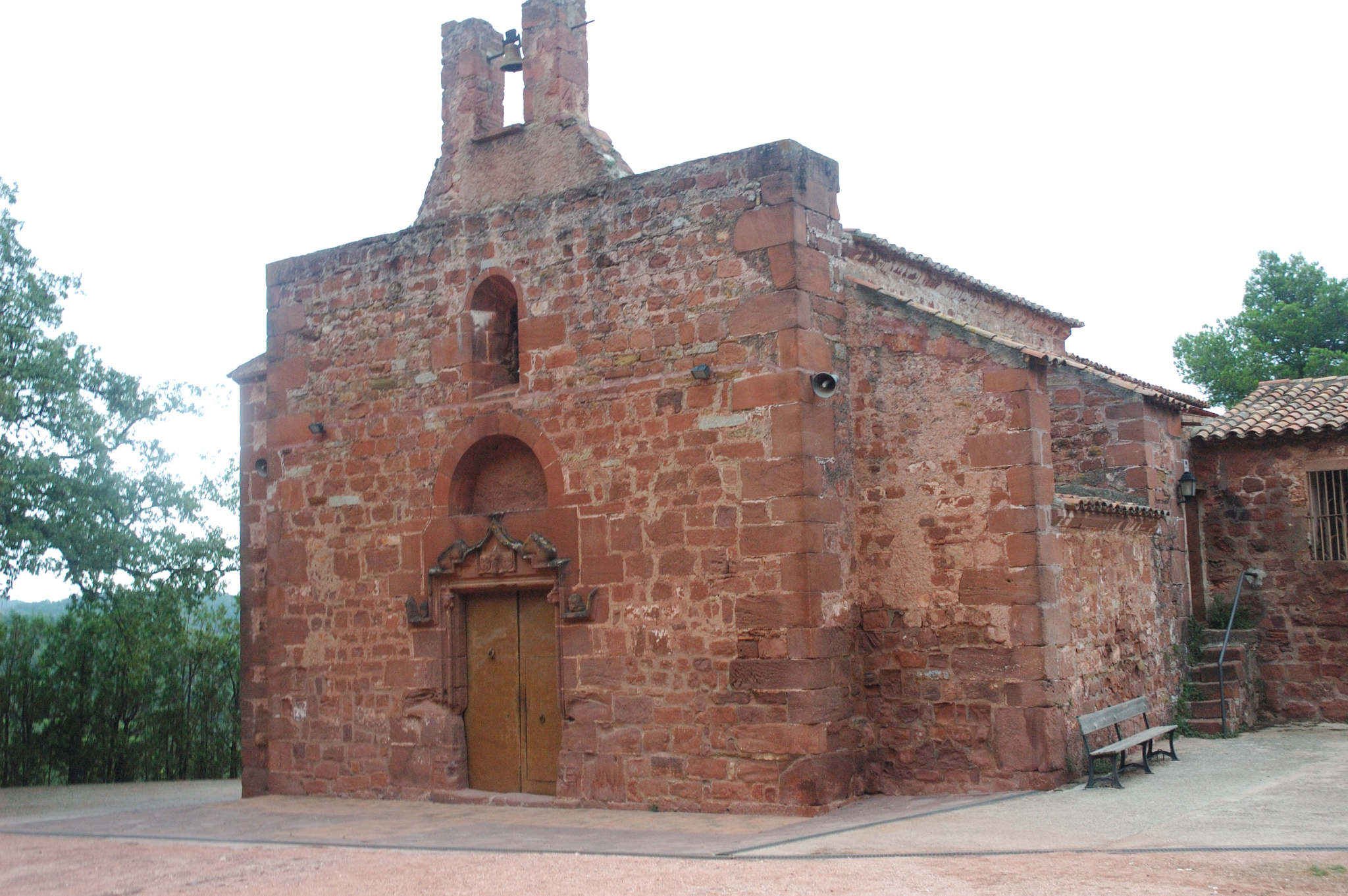
가바

가바(카탈루냐어: Gavà)는 스페인 카탈루냐 지방 바르셀로나주의 도시로 면적은 30.8km2, 높이는 9m, 인구는 46,266명(2016년 기준)이다. 지중해 연안과 접하며 바르셀로나 도심에서 25.57km 정도 떨어진 곳에 위치한다.

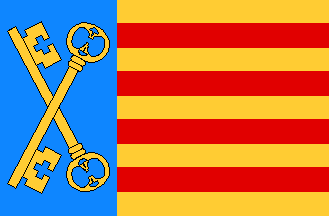
시기
시 문장